# Acanthocereus chiapensis
Acanthocereus chiapensis ist eine Pflanzenart in der Gattung Acanthocereus aus der Familie der Kakteengewächse (Cactaceae). Das Artepitheton chiapensis verweist auf das Vorkommen der Art im mexikanischen Bundesstaat Chiapas.

## Beschreibung
Acanthocereus chiapensis wächst strauchig mit für gewöhnlich von der Basis aus verzweigten Trieben und erreicht Wuchshöhen von 1,7 bis 2 Meter (selten bis zu 3,5 Meter). Die relativ schlanken Wurzeln sind knollenförmig und weisen einen Durchmesser von etwa 2 bis 4 Zentimeter auf. Die zweigestaltigen, grünen, zylindrischen Triebe sind aufrecht bis zerstreut. Sie sind bis zu 4 Meter lang und weisen einen Durchmesser von bis zu 11,5 Zentimeter auf. Bei jungen Trieben sind sechs bis neun, bei älteren Trieben vier bis sieben (selten drei bis acht) Rippen vorhanden. Die vier bis neun (selten bis 15) ungleich langen Dornen sind beigefarben oder grau und besitzen eine rötlich braune Spitze. Sie sind 1 bis 3,5 Zentimeter lang.
Die stieltellerförmigen, gelblich grünen bis weißen Blüten sind 8 bis 12 Zentimeter (selten 7,5 bis 13,5 Zentimeter) lang und weisen einen Durchmesser von 2,5 bis 3 Zentimeter auf. Ihr Perikarpell ist gehöckert. Die fast kugelförmigen oder verkehrt eiförmigen, tiefroten Früchte erreichen eine Länge von 3,5 bis 5,5 Zentimeter und einen Durchmesser von 2,3 bis 4 Zentimeter. Sie enthalten ein rotes Fruchtfleisch.

## Verbreitung, Systematik und Gefährdung
Acanthocereus chiapensis ist im mexikanischen Bundesstaat Chiapas sowie im angrenzenden Departamento Huehuetenango in Guatemala hauptsächlich in tropischen Trockenwäldern in Höhenlagen von 517 bis 1320 Metern verbreitet.
Die Erstbeschreibung erfolgte 1972 durch Helia Bravo Hollis. Ein nomenklatorisches Synonym ist Peniocereus chiapensis (Bravo) Gómez-Hin. & H.M.Hern. (2005).
In der Roten Liste gefährdeter Arten der IUCN wird die Art als „Vulnerable (VU)“, d. h. als gefährdet geführt.

## Nachweise